# Ischyropsalis muellneri
Espèce
Synonymes
- Ischyropsalis corcyraea Roewer, 1914
- Ischyropsalis alfkeni Roewer, 1950

Ischyropsalis muellneri est une espèce d'opilions dyspnois de la famille des Ischyropsalididae.

## Distribution
Cette espèce se rencontre dans des grottes des Alpes juliennes en Italie en Frioul-Vénétie Julienne et en Slovénie.

## Description
Les mâles mesurent de 4,8 à 5,5 mm et les femelles de 4,8 à 5,8 mm.

## Systématique et taxinomie
Cette espèce a été décrite par Hamann en 1898.
Ischyropsalis corcyraea et Ischyropsalis alfkeni ont été placées en synonymie par Martens en 1969.

## Étymologie
Cette espèce est nommée en l'honneur d'Alfons Müllner.

## Publication originale
- Hamann, 1898 : « Mittheilungen zur Kenntnis der Höhlenfauna. » Zoologischer Anzeiger, vol. 21, no 570, p. 533–536 (texte intégral).